# 曲序月见草
曲序月见草（学名：Oenothera oakesiana），为柳叶菜科月见草属下的一个植物种。